# Angry Machines
Angry Machines è il settimo studio album della heavy metal band dei Dio, uscito  nel 1996. Insieme a Strange Highways e il successivo Magica costituiscono uno stile più cadenzato, grezzo ed oscuro poco apprezzato dai fan anche per via della simile esperienza passata con Dehumanizer nei Black Sabbath.

## Tracce
1. Institutional Man – 5:00 –  (Dio, Tracy Grijalva, Vinny Appice)
2. Don't Tell the Kids – 4:13 –  (Dio, Grijalva, Appice)
3. Black – 3:06 –  (Dio, Grijalva, Appice, Jeff Pilson)
4. Hunter of the Heart – 4:06 –  (Dio, Grijalva, Appice)
5. Stay Out of My Mind – 6:57 –  (Pilson)
6. Big Sister – 5:27 –  (Dio, Grijalva, Appice, Pilson)
7. Double Monday – 2:50 –  (Dio, Grijalva, Appice)
8. Golden Rules – 4:46 –  (Dio, Grijalva, Appice)
9. Dying in America – 4:31 –  (Dio, Grijalva, Appice, Pilson)
10. This Is Your Life – 3:18 –  (Dio, Grijalva)
11. God Hates Heavy Metal – 3:45 –  (Bonus Track)

## Formazione
- Ronnie James Dio - voce
- Tracy G - chitarra
- Vinnie Appice - batteria
- Scott Warren - tastiere
- Jeff Pilson - basso